# Legija
 Ovo je glavno značenje pojma Legija. Za zagrebački heavy metal sastav pogledajte Legija (glazbeni sastav).
Legija ili Rimska legija (od lat. legere, "izabrati") bila je osnovna jedinica rimske kopnene vojske. Legionar je bio pripadnik legije.
Rimske legije su bile autonomne vojne operativne formacije, koje su se sastojale uglavnom između 4.200 i 6.000 vojnika.
Zbog velikih vojnih uspjeha legije su je dugo vremena bile smatrane kao uzor vojne djelotvornosti i sposobnosti. 
Smatra se da je Rimsko Carstvo ukupno raspolagao s nekoliko stotina legija.

## Rimske legije
- Legio I Germanica (Germanska): 48. pr. Kr. – 70. (Batavski ustanak), Julije Cezar
- Legio II Sabina (Sabinska): 43. pr. Kr. – c. 9., rano ime Legio II Augusta
- Legio II Parthica
- Legio III Cyrenaica (iz Cirene): vjerojatno c. 36. pr. Kr. do (barem) 5. stoljeća, Marko Antonije
- Legio III Gallica (Galska): oko 49. pr. Kr. barem do početka 4. stoljeća, Julije Cezar (amblem: bik )
- Legio III Parthica
- Legio IV Flavia Felix
- Legio IV Macedonica (Makedonska): 48. pr. Kr. – 70. (preimenovao Vespazijan), Julije Cezar (amblem: bik, jarac )
- Legio IV Scythica (iz Skitije): c. 42. pr. Kr. barem do početka 5. stoljeća, Marko Antonije (amblem: jarac)
- Legio V Alaudae (Larks): 52. pr. Kr. – 70. ili 86. (uništena ili tijekom Batavske pobune ili od strane Dačana u prvoj bici kod Tapaea), Julije Cezar (amblem: slon )
- Legio VI Ferrata (Ironclad): 52. pr. Kr. – nakon 250., Julije Cezar (amblem: bik, vučica i Romul i Rem ); blizanačka legija Legio VI Victrix
- Legio VI Victrix (Pobjednička): 41. pr. Kr. – nakon 402. Oktavijan (amblem: bik )
- Legio VII Claudia Pia Fidelis (odana i vjerna Klaudiju): 51. pr. Kr. – 44. pr. Kr. Julije Cezar ; raspuštena,  ponovno formirao Vespazijan kao Legio VII Gemina
- Legio VIII Augusta : 59. pr. Kr. – 48. pr. Kr., Julije Cezar, raspuštena, ponovno formirao August kao Legio VIII Augusta
- Legio IX Hispana Triumphalis (Trijumfalna): 59. pr. Kr. – 48. pr. Kr., Julije Cezar, raspuštena, ponovno formirao August kao Legio IX 'Hispana
- Legio X Fretensis (u morskom tjesnacu): osnovao je August 41. pr. Kr. - 40. pr. Kr.
- Legio X Equestris (konjička): prije 58. pr. Kr. – 45. pr. Kr., osobna legija Julija Cezara
- Legio X Gemina
- Legio XI Claudia : 58. pr. Kr. – 45. pr. Kr., Julije Cezar (amblem: Neptun), raspuštena, rekonstituirao August
- Legio XII Victrix (Pobjednička): 57. pr. Kr. – 45. pr. Kr., Julije Cezar
- Legio XII Fulminata (Gromovnik): nakon što juje August preimenovao, prvi ju je rekonstituirao Lepid 43. pr. Kr., Marko Antonije ju je preimenovao u Legio XII Antiqua (Drevna)
- Legio XIII Gemina (Blizanac): 57. pr. Kr. – 45. pr. Kr.: Julije Cezar, kasnije (41. pr. Kr.) rekonstituirao je August. Legija koja je s Cezarom prešla Rubikon prilikom njegovog napada na Rim.
- Legio XIV Gemina (Blizanac): 57. pr. Kr. – 48. pr. Kr.: Julije Cezar, uništena i rekonstituirana 53. pr. Kr.. Rekonstituirao ga je August nakon 41. pr. Kr.
- Legio XVII Classica (od flote): podigao Marko Antonije, raspustio Oktavijan 31. pr. Kr. nakon njegove pobjede u bici kod Akcija.
- Legio XVIII Libyca (iz Libije): podigao ju je Marko Antonije, raspustio Oktavijan 31. pr. Kr. nakon njegove pobjede u bici kod Akcija.
- Legio XIX: podigao Marko Antonije, raspustio Oktavijan 31. pr. Kr. nakon njegove pobjede u bici kod Akcija.
- Legio XX Siciliana: podigao ga je Oktavijan u svrhu pokretanja invazije na Siciliju 36. pr. Kr., koju je u to vrijeme držao Sekst Pompej.
- Legio XX Valeria Vitrix
- Legio XXVIII: 47. pr. Kr. – 31. pr. Kr., Julije Cezar
- Legio XXIX: 49. pr. Kr. – 30. pr. Kr., Julije Cezar
- Legio XXX Classica (Pomorska): 48. pr. Kr. – 41. pr. Kr., Julije Cezar

## Vanjske poveznice
- Muzej rimske vojske
- United Nations of Roma Victrix